# لوشونكو (منطقة)
لوشونكو (بالإنجليزية: Lüshunkou District)‏ هي urban district of China تقع في الصين في داليان.[بحاجة لمصدر] يقدر عدد سكانها بـ 324,773 نسمة ومساحتها 512.15 كم2.
كانت تُعرف قديما باسم «بورت آرثر» (Port Arthur) كما كانت تُعرف أيضا باسم «ريوجون» (Ryojun) سابقا.

## أعلام
- تاكيو هايروز
- فاسيلي فرشاغن
- سيرجي ستيباشين